# Акумулатор
Акумулàторът е вид батерия, вторичен електрохимичен източник на електричен ток. Всеки обратим галваничен елемент по принцип може да се използва като акумулатор, но практическо приложение имат много малко от тях. Акумулаторите са устройства, в които електричната енергия се превръща в химична и обратно и това ги отличава от останалите батерии. Първоначално под действието на външен източник на постоянен ток се извършват зарядни реакции, т.е. акумулира се химична енергия. Тези реакции характеризират зареждането на акумулатора. Във втория етап, експлоатацията на акумулатора, химичната енергия преминава в електрична в резултат на протичаща токообразуваща реакция. Следователно при зареждането акумулаторът работи като електролизьор, а при експлоатацията – като галваничен елемент. 
Най-често срещани са оловните и алкалните акумулатори. Използват се още цинково-сребърни, цинково-въздушни и манганови. Важни характеристики на акумулатора са величините напрежение, капацитет, ток и коефициент на полезно действие. 
Използват се за циклично съхранение на енергия (заряд-разряд) и автономно захранване на различни електрически уреди и оборудване, както и за осигуряване на резервни източници на енергия в медицината, производството, транспорта и други области. В целия свят непрекъснато се инвестират милиарди долари в изследвания за подобрения на акумулаторите, и промишлеността също е съсредоточена в създаването на все по-качествени акумулатори.

## Характеристики

### Капацитет на акумулатора
Капацитет на акумулатора е количеството електричество, което той произвежда при определен разряден ток и определено време за неговото преминаване:
{\displaystyle Q=I\cdot t},
където {\displaystyle Q} е количеството електричество или електрическият заряд,

{\displaystyle I} е силата на тока,

{\displaystyle t} – времето за протичане на електрическия ток.

В международната система единици SI официалните единици за измерване на тези величини са съответно кулон, ампер и секунда. Това означава, че капацитетът на акумулатора се измерва в кулони (С) или амперсекунди (A·s).
На акумулатора е записан неговият номинален капацитет в амперчасове (A·h), който показва с колко ток ще се разрежда равномерно акумулаторът до крайното напрежение по време на 20-часов цикъл на разреждане. Тъй като 1 h = 3600 s, това е число 3600 пъти по-голямо от действителната стойност на капацитета  в A·s. Номиналният капацитет дава представа за електрическия заряд, който акумулаторът е способен да съхрани и след това да отдаде.
Законът на Пойкерт гласи, че номиналният капацитет на акумулатора е пропорционален на разрядния ток и времето за разреждане, при които акумулаторът може да работи, запазвайки номиналното си напрежение:
{\displaystyle K_{n}=I^{p}t,}
където {\displaystyle K_{n}} е номиналният капацитет на акумулатора, измерен при разряден ток 1 А;

{\displaystyle I} – действителният разряден ток (т.е. ток, изтеглен от товар) в ампери;

{\displaystyle p} е число на Пойкерт – степенен показател, постоянен за даден акумулатор или тип акумулатори. За оловно-киселинни батерии числото на Пойкерт е от 1,15 до 1,35;

{\displaystyle t} – действителното време за разреждане на акумулатора, изразено в часове.
На практика обикновено много рядко се използва разряден ток 1 A. При произволен ток на разреждане {\displaystyle I} формулата на Пойкерт след преобразуване може да бъде написана във вид за определяне на действителния капацитет на акумулатора {\displaystyle K}:
{\displaystyle K=K_{n}\left({\frac {I_{n}}{I}}\right)^{p-1}},
където {\displaystyle K_{n}} е номиналният капацитет на акумулатора, а {\textstyle I_{n}} – номиналният разряден ток, при който е зададен номиналният капацитет (обикновено ток за 20-часов или 10-часов цикъла на разряда).
Законът на Пойкерт обяснява неспособността на акумулатора да отдаде пълен капацитет при голям разряден ток. Акумулатор, разреждащ се по-бързо, отдава по-малко амперчасове, отколкото същия, разреждан по-бавно.
- Резервният капацитет (RC) посочва постоянната мощност на акумулатора. Показва до колко време акумулаторът може да захранва с минимално напрежение, необходимо за нормалната работа на захранваното устройство, ако не се зарежда по време на работа. Например в автомобил при разряден ток 25 резервният капацитет е приблизително 2/3 от номиналния.

Капацитетът на акумулатора (в кулони или амперчасове) означава количество електричество Q и се различава от величината електрически капацитет C, измервана във фаради.

### Енергийна плътност (специфична енергия)
Енергийна плътност е количеството енергия на дадена система или област в пространството, съдържаща се в единица обем или единица маса на акумулатора.

### Саморазреждане
Саморазреждането е загубата на заряд в батерията, след като е била напълно заредена и без натоварване. То се проявява различно при различните видове батерии, но винаги е максимално в първите часове след зареждането, а след това се забавя.
За Ni-Cd-ви батерии се счита за приемливо не повече от 10 % саморазреждане през първите 24 часа след зареждането. При Ni-MH-ните саморазреждането е малко по-малко. За Li-ion-ните е изключително малко и се проявява значително само в рамките на няколко месеца след зареждане.
В запечатаните оловно-киселинни батерии саморазрядът е около 40 % след 1 година съхранение при 20 °C, 15 % при 5 °C. Ако температурите на съхранение са по-високи, тогава саморазреждането се увеличава: батериите при 40 ° C губят 40 % от капацитета си само за 4–5 месеца.

### Температурни условия
Акумулаторните батерии трябва да се пазят от огън и вода, прекомерно нагряване и охлаждане и внезапни температурни промени.
Батериите не трябва да се използват при температури над +50 °C и под −25 °C. Когато се използва батерията в студени зимни условия, препоръчително е да се извадите и съхранява в топло помещение. Нарушаването на температурния режим може да доведе до намаляване на експлоатационния живот или загуба на производителност.

### Размери
Размерите на акумулаторните батерии зависят от техния тип, форма и предназначение.

## Устройство
Единичен презареждаем елемент за съхранение се нарича вторичен елемент или вторична клетка, за разлика от незареждаемата първична клетка. Процесът на зареждане се основава на електролитно обръщане на химичните реакции, които се случват по време на разреждане чрез прилагане на електрическо напрежение. Вторичните клетки – като първичните клетки и всички източници на електрическа енергия – могат да бъдат свързани заедно, за да образуват батерии. Това става в последователна връзка (за увеличаване на използваемото електрическо напрежение) или в паралелна връзка (за увеличаване на използваемия капацитет или за по-висок ток). И двата варианта на веригата водят до съответно увеличение на общото енергийно съдържание на устройството – произведение от капацитет и напрежение, дадено във ватчасове (Wh).
За всеки тип батерия номиналното напрежение на акумулаторната клетка се определя от използваните материали. Тъй като то е твърде ниско за повечето приложения, последователното свързване често се използва за увеличаване на напрежението, както се вижда от снимката на стартерната батерия. Капацитетът и възможната сила на тока обаче зависят от размера. Следователно свързването на няколко клетки паралелно обикновено не е необходимо. Вместо това се използва батерия със съответно големи клетки.

## Тип на акумулатора
Типът на акумулатора се определя от използваните материали.

## Оловни акумулатори
Принципът на работа на оловно-киселинните батерии се основава на електрохимичните реакции на олово и оловен диоксид в разтвор на сярна киселина. При наливане на сярна киселина в акумулатора тя взаимодейства с оловните оксиди на активната паста и се образува повърхностен слой от оловен сулфат.
- Анод:

{\displaystyle Pb+SO_{4}^{2-}-2e^{-}\leftrightarrows PbSO_{4}}
- Катод:

{\displaystyle PbO_{2}+SO_{4}^{2-}+4H^{+}+2e^{-}\leftrightarrows PbSO_{4}+2H_{2}O}
Зареждането на акумулатора се извършва като се включи към едноименните полюси на източник на постоянен ток. Максималният ток се посочва от производителя. Не трябва да се превишава тази най-висока стойност, понеже химичният обмен се извършва само по повърхността на електрода. Колкото по-малка е стойността на тока, толкова по-пълно настъпва този обмен. В резултат на зареждането концентрацията на сярната киселина непрекъснато расте. Указание, че процесът е завършил е достигането на една постоянна относителна плътност на електролита, а също така се наблюдава т. нар. „кипене на акумулатора“, т.е. започва интензивно отделяне на водород и кислород на електродите. Оловните акумулатори са най-често използваните акумулатори в автомобилите.

## Алкални акумулатори
Алкалният акумулатор получава името си от електролита, който използва. В повечето случаи това е воден разтвор на KOH (калиева основа/каустик) или NaOH (натриева основа/каустик). Този тип батерии има редица предимства пред другите видове, но има и недостатъци. Най-често срещаните типове алкални батерии са никел-кадмиеви и никел-метал-хидридни (преди имаше вид никел-желязна батерия, в която металното желязо служи като анод).

### Желязно-никелови акумулатори
От алкалните най-разпространени в практиката са желязно-никеловите акумулатори. Те се състоят от два перфорирани електрода от никелирана стомана, в които е поставена активна маса. На отрицателния електрод активната маса е от високодиспергиран железен прах с живачен оксид, а на положителния електрод – от никелов хидроксид с графит. Електролитът е 30 % калиева основа. Предимствата на желязно-никеловите акумулатори се състоят в тяхната по-малка маса, по-дълъг експлоатационен период и по-голяма устойчивост при удар, температурна промяна и краткотрайно претоварване. Недостатъците са невисокото им електродвижещо напрежение и нисък коефициент на полезно действие.

### Никел-кадмиеви акумулатори
Аналогични на желязо-никеловите акумулатори, но с по-висок КПД са кадмиево-никеловите акумулатори. Разликата е, че активната маса на отрицателния електрод е на базата на кадмий.

### Сребърно-кадмиеви акумулатори
Главното преимущество на тези акумулатори е голямата трайност (до 6000 цикъла заряд-разряд). Недостатък е скъпият материал.

### Литиевойонни акумулатори
Литиевойонните акумулатори (с популярно съкращение Li-ion) са акумулатори, в които между анода и катода се придвижват литиеви йони. Тези акумулатори се състоят от електроди (катодният материал е с алуминиево фолио, а анодният – с медно фолио), които са разделени от пропити с електролит порести сепаратори. Преносител на заряда в литиевойонния акумулатор е положително зареденият литиев йон, който се внедрява (интеркалира) в кристалната решетка на други материали (например, в графит, оксиди и соли на метали) с образуване на химична връзка (например: в графита с образуване на LiC6, на оксиди (LiMO2) или на метални соли (LiMRON)). Тези акумулатори се ползват в повечето потребителски електронни устройства, тъй като имат най-голяма плътност на енергията и много бавен спад на заряда, когато не се използват. Имат и недостатъци, особено е важен рискът от неочаквано възпламеняване от отделяната топлина. Такива инциденти са много редки, но, по мнение на експерти, те могат да бъдат сведени до минимум „чрез съответна конструкция, монтаж, процедури и нива на защита“, поради което рискът е приемлив.

### Алуминиево-йонни акумулатори
Алуминиево-йонният акумулатор се състои от метален алуминиев анод, катод от графитна пяна и течен йонен незапалим електролит. Батерията работи на принципа на електрохимичното отлагане: алуминият се разтваря на анода, след което в течен електролит хлороалуминатните аниони се интеркалират в графит. Броят на възможните презареждания на батерията е повече от 7,5 хиляди цикъла без загуба на мощност.

## Приложение
Акумулаторите често се използват като захранващ източник, когато електрическо или електронно устройство или превозно средство трябва да работи без постоянна връзка към фиксираната електрическа мрежа или генератор. Тъй като те са по-скъпи от незареждаемите първични батерии, използват се  предимно в устройства, които работят редовно и имат непренебрежимо изискване за захранване, като мобилни телефони, лаптопи или инструменти, захранвани с батерии.
В превозни средства с двигател с вътрешно горене акумулатор под формата на стартерна батерия се използва за захранване на светлините, бордовата електроника и най-вече стартера за стартиране на двигателя с вътрешно горене. Когато двигателят работи, акумулаторът се дозарежда чрез генератора, известен като алтернатор. Същото важи и за корабите и самолетите.
Превозните средства с акумулаторни електрически задвижвания черпят енергията си за шофиране от акумулаторни клетки; те се наричат заедно задвижващи или батерии, за да се разграничат от стартерните батерии. Има и кораби и самолети с акумулаторно електрическо задвижване.
Батериите също се използват под формата на съхранение на енергия, за да компенсират колебанията във възобновяемото производство на електроенергия от вятъра и/или слънцето. Акумулаторните електроцентрали, наред с други приложения, се използват за покриване на пикови натоварвания в електрическата мрежа, а също и за стабилизиране на напрежението в електрически мрежи. Възможно е също така да работи като изолирана система в островна мрежа, ако отдалечена точка на потребление не може да бъде свързана към електрическата мрежа или може да бъде свързана към нея само при непропорционално високи разходи. Такива точки на потребление често са оборудвани и с авариен генератор, който се включва преди зареждането на батериите. Примери за такива инсталации включват не само отдалечени хижи, базови станции за мобилни телефони в по-слабо развити региони или космически сателити, но също и много машини за билети за паркиране, където свързването към електрическата мрежа би било по-скъпо от инсталирането на слънчева клетка и батерия. Акумулаторните батерии за съхранение се използват от собствениците на частни слънчеви системи, за да могат да използват електричеството, което генерират, по друго време. За избягване на ценови разлики, данъци и налози в сравнение със захранването от мрежата през друго време.
Конвенционалното задвижване на подводниците се състои от дизелови двигатели с генератори, зареждащи батериите, когато подводниците не са потопени, и електрически двигатели, захранвани от акумулаторни батерии, след потапяне.
Акумулаторите се използват и в системи за непрекъсваемо захранване (UPS) за преодоляване на прекъсвания на стационарното захранване в краткосрочен до средносрочен план. Важните зони, които трябва да бъдат защитени с аварийно захранване, включват например: центрове за данни, алармени системи и животоподдържащи системи в болници. Ако се изисква висока мощност или трябва да се преодолеят по-дълги периоди, се монтира допълнителен дизелов генератор. След това батериите осигуряват енергия само толкова дълго, колкото е необходимо на дизеловия генератор, за да стартира и достигне номиналната скорост. Ако времето за свързване по този начин е кратко, могат да се използват и системи, различни от акумулатори, по-специално базирани на маховици или дори кондензатори.

## Зареждане на акумулатори
Акумулаторите се зареждат със зарядно устройство, което е източник на постоянно захранващо напрежение, малко по-високо от номиналното напрежение на акумулатора – например, 14,4 V за заряд на 12-волтов акумулатор. Най-често зарядното устройство използва енергия от електрическата мрежа и се включва към нея директно с вграден щепсел (устройство за зареждане на акумулаторни батерии) или чрез кабел (устройство за зареждане на автомобилни акумулатори). То понижава напрежението на мрежата и го прави постоянно с токоизправител. Някои зарядни устройства използват слънчева енергия или динамо като източник на ток. 
Акумулаторите са чувствителни към презареждане и прегряване. Обикновените зарядни устройства не контролират процеса на зареждане. Интелигентните зарядни устройства имат по-сложна схема и могат да зареждат и по друг начин, например чрез електронни импулси – импулсно захранване. Те контролират зареждането по различен начин. Например, устройство за зареждане на малки цилиндрични акумулаторни батерии при включване сигнализира със светещ светодиод, че протича заряд. След зареждане светодиодът изгасва и устройството трябва да се изключи от мрежата. Някои зарядни устройства сигнализират процеса с два светодиода. При включване на силно изтощен акумулатор за заряд светва червеният светодиод, а при достигане на минималното достатъчно напрежение той изгасва и светва зеленият светодиод. Контролирането на заряда и недопускането на прегряване осигуряват по-дълъг живот на акумулаторите.
- Външен акумулатор